# إسرائيل دامونتي
إسرائيل دامونتي (بالإسبانية: Israel Damonte)‏ (6 يناير 1982 في الأرجنتين - ) هو لاعب كرة قدم أرجنتيني في مركز الوسط. لعب مع أرسنال ساراندي وإستوديانتيس دي لا بلاتا وخميناسيا خوخوي وغودوي كروز وكيلمس ونادي أستيراس تريبوليس وناسيونال مونتيفيديو ونويفا شيكاجو وتيبورونيس روخوس دي فيراكروز وSan Martín de Mendoza ‏.

## وصلات خارجية
- إسرائيل دامونتي على موقع قاعدة بيانات كرة القدم.إي يو (الإنجليزية)
- إسرائيل دامونتي على موقع Soccerway.com (الإنجليزية)
- إسرائيل دامونتي على موقع AS.com (الإسبانية)